# Panic! at the Disco
I Panic! at the Disco (dal 2008 al 2009, Panic at the Disco) sono stati un gruppo musicale pop rock statunitense; il frontman era Brendon Urie, il quale era accompagnato in tour dal batterista Dan Pawlovich, dalla bassista Nicole Row e dal chitarrista Mike Naran.
I Panic! at the Disco, formatosi a Las Vegas (Nevada) nel 2004, contavano originariamente quattro componenti, ma nel 2009 i membri Ryan Ross e Jon Walker hanno lasciato il gruppo, lasciando Urie e Spencer Smith come un duo. Nel 2015 Smith ha ufficialmente lasciato il gruppo, lasciando Brendon come unico membro originario. Tuttavia nel corso degli anni si sono inseriti nuovi musicisti, come Nicole Row e Mike Naran.

## Storia del gruppo

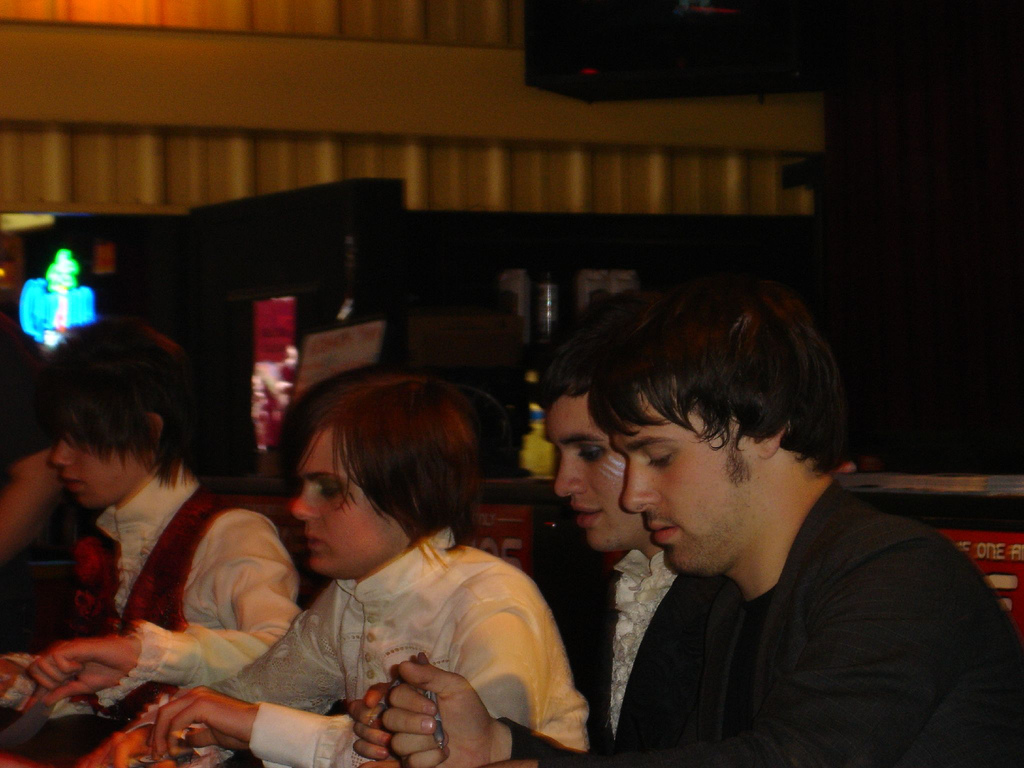
I Panic at the Disco nel 2006

I Panic! at the Disco nascono nella periferia di Summerlin, sobborgo di Las Vegas, dagli amici d'infanzia Ryan Ross, alla chitarra, e Spencer Smith, alla batteria. Fin dall'età di tredici anni i due suonavano cover dei Blink-182 in diversi gruppi, finché finalmente reclutarono Brent Wilson al basso e Brendon Urie come voce e chitarra. Il gruppo ha creato una fusione di suoni che combinano elementi di pop punk, elettronica, indie rock e musica dance. La principale teoria circa il nome del gruppo vuole che esso abbia avuto origine da una canzone dei Name Taken intitolata Panic (contenuta nel loro album di debutto: Hold On).
Per farsi conoscere dal pubblico il gruppo decise di contattare il bassista dei Fall Out Boy, Peter Wentz, attraverso il LiveJournal, e gli mandarono un link al loro sito web su PureVolume. Wentz rimase così impressionato che decise di andare a Las Vegas e incontrare il gruppo di persona. Dopo averli visti suonare in un garage chiese loro se volevano sottoscrivere un contratto con l'etichetta Fueled by Ramen di Decaydance.
Nel 2006 il gruppo ha annunciato l'abbandono di Brent Wilson, con un messaggio sul sito web; un distacco del quale non sono state fornite ragioni ufficiali. Nel luglio dello stesso anno è stato annunciato come nuovo bassista un amico di lunga data del gruppo, Jon Walker.
Nel 2006 viene pubblicato il primo album A Fever You Can't Sweat Out dal quale sono stati estratti cinque singoli, tra cui I Write Sins Not Tragedies, il cui video, diretto da Shane Drake, ha vinto nella categoria "Video dell'anno" agli MTV Video Music Awards del 2006.

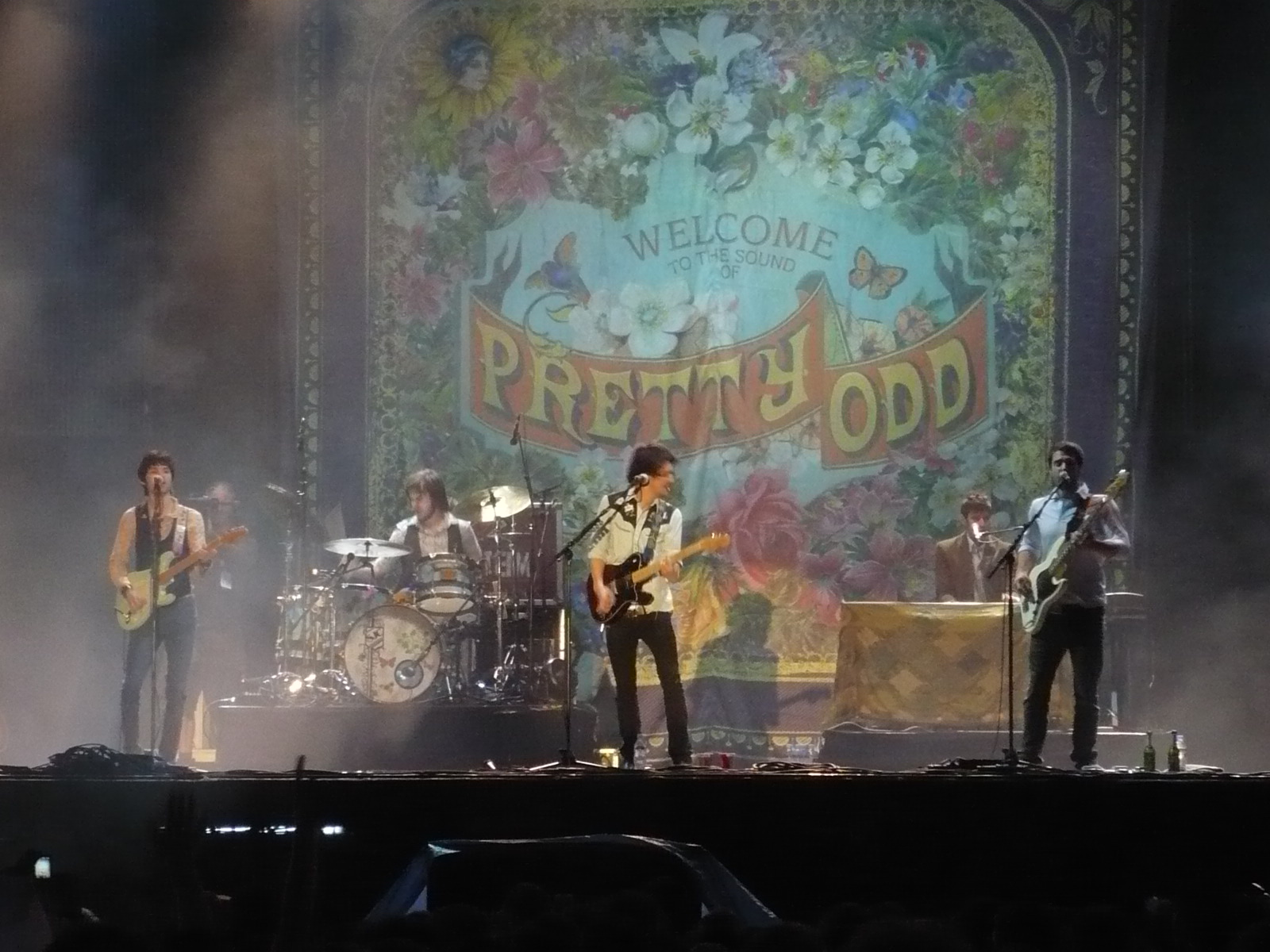
La Band in concerto in Germania, Giugno 2008

Nei primi mesi del 2007, la band ha iniziato a lavorare sul loro nuovo album. In un'intervista, Ryan Ross ha dichiarato che le canzoni che faranno parte dell'album sono totalmente diverse rispetto a quello precedente, dove dichiara maggiori influenze da parte di artisti di rock classico. Durante i live verso la metà del 2007, i Panic! at the Disco hanno suonato dal vivo due nuove canzoni, in seguito inserite nell'album: Nine in the Afternoon e When the Day Met the Night. Entrambe vennero pubblicate nel dicembre del 2007 e, il video di Nine In The Afternoon, girato il 27 e il 28 dicembre, è uscito ufficialmente nel gennaio del 2008. Verso la metà dello stesso mese, la band ha dichiarato di aver ultimato l'album, che ancora non aveva titolo, e di essersi presi una pausa prima di registrare e mixare l'album. In occasione del nuovo album hanno deciso di rimuovere il punto esclamativo dal loro nome. Nel marzo del 2008, viene ufficialmente pubblicato Pretty. Odd., e i Panic! at the Disco hanno intrapreso un tour mondiale, con date in Australia e in Giappone. Hanno partecipato al tour di ritorno dei blink-182 nell'estate 2009 con gruppi come Fall Out Boy e Weezer.
Il 13 aprile 2009, a Cape Town, Ryan Ross e Jon Walker hanno deciso di lasciare la band, per problemi unicamente artistici, per creare successivamente una nuova band, i The Young Veins. Per i live hanno ingaggiato Ian Crawford per la chitarra e Dallon Weekes per il basso. Il 28 luglio esce il singolo New Perspective e viene nuovamente inserito il punto esclamativo nel nome del gruppo.
Il 5 dicembre 2010, in un'intervista, Brendon annuncia che il nuovo album è quasi completamente finito e che si chiamerà Vices & Virtues e che uscirà il 29 marzo 2011. Il primo singolo, uscito il 1º febbraio 2011, ha il nome di The ballad of Mona Lisa della quale è stato anche girato il video dallo stesso regista di I Write Sins Not Tragedies, distribuito l'8 febbraio 2011.
Il 17 maggio è stato commercializzato un singolo, intitolato C'mon prodotto dalla band insieme ai fun., una delle tre band che supportano i Panic! At The Disco nel tour negli Stati Uniti nell'estate 2011.
Dopo il tour, Urie, Smith e Weekes diventano ufficialmente membri del gruppo. Il 15 luglio 2013 viene annunciato l'album Too Weird to Live, Too Rare to Die!, che viene pubblicato dopo il singolo Miss Jackson.
Prese parte alla band anche il batterista Dan Pawlovich.
Nel 2015, il membro fondatore Spencer Smith lascia ufficialmente il gruppo.
Il 22 ottobre 2015 il gruppo annuncia l'uscita del nuovo album Death of a Bachelor anticipato dall'uscita dei singoli Death of a Bachelor, Victorious, Emperor's New Clothes e Don't Threaten Me with a Good Time. L'album è uscito il 15 gennaio 2016.
Al termine del "Death of a bachelor tour" il bassista Dallon Weekes, che nel frattempo era tornato al solo ruolo di turnista, abbandona la band lasciando Brendon come unico membro ufficiale della band.
Il 21 marzo 2018 vengono pubblicate due nuove canzoni, Say Amen (Saturday Night) e (Fuck A) Silver Lining. Il 23 maggio esce il nuovo singolo High Hopes, seguito dal singolo promozionale Hey Look Ma, I Made It. Contemporaneamente, la band annuncia un tour e un nuovo album dal titolo Pray for the Wicked, pubblicato il 22 giugno, per il quale ottengono, nel mese di novembre, la vittoria agli MTV Europe Music Awards come miglior band alternative. Il 18 marzo 2019 pubblicano il terzo singolo Dancing's not a Crime.
Nel giugno 2022 viene pubblicato il singolo Viva Las Vengeance, che anticipa l'omonimo album. A luglio esce il singolo Middle of a Breakup, seguito da Local God, ad agosto. Il 19 agosto esce l'album Viva Las Vengeance.
Il 24 gennaio 2023 Brendon Urie ha annunciato lo scioglimento della band tramite un comunicato su una rete sociale.

## Stile musicale
I Panic at the Disco, come molte altre band della Decaydance Records tra cui i Fall Out Boy, sono stati spesso oggetto di ampio dibattito per il loro genere musicale. Ciò dipende dalla grande varietà di diversi elementi musicali presenti all'interno del loro debutto, A Fever You Can't Sweat Out. Mentre i Panic vengono considerati come una band emo, loro stessi rifiutano questa etichetta per definire il loro genere, stando ad un'intervista su NME dove affermano, "L'Emo è un'idiozia. Vogliamo diventare i nuovi Radiohead".
Tuttavia, i Panic hanno dichiarato molte volte che il loro secondo album era totalmente diverso da A Fever You Can't Sweat Out, come scrisse Rolling Stone in un articolo: "Il gruppo ha confermato il suo ritorno sulle scene con un nuovo singolo, chiamato "Nine in the Afternoon". "È influenzato dalla musica che ascoltavano i loro genitori: Beach Boys, Kinks e Beatles", afferma Ross. "Le nostre nuove canzoni sono più vicine al rock classico che al rock moderno. Abbiamo iniziato ad ascoltare musica diversa – e ciò mi sembra sia la cosa più naturale che stiamo facendo." La comunità di studenti on-line della Vanderbilt University, riportano in un blog la definizione dello stile del nuovo album. "I membri della band mostrano di aver maturato le loro influenze ed aver pubblicato un lavoro dove non è presente il sound frettoloso, nervoso e digitalizzato dell'album precedente. Il primo singolo estratto dall'album, "Nine In The Afternoon," dimostra che i Panic danno un tono più vicino al rock classico nel nuovo album. La canzone dall'andamento saltellante, una struttura classica del pop e la strumentazione allude alle loro influenze più mature. Un'altra nuova canzone, "When the Day Met the Night," ripropone uno stile simile, caratterizzato da un accompagnamento con pianoforte e riff di chitarra leggeri e solari."

## Formazione

### Ultima formazione
- Brendon Urie – voce, chitarra, basso, tastiera, batteria e percussioni (2004-2023)

- Daniel Pawlovich – batteria (2013-2023)
- Nicole Row – basso, cori (2018-2023)
- Mike Naran – chitarra, cori (2018-2023)

### Ex componenti
- Ryan Ross – chitarra, tastiera, voce secondaria (2004-2009)
- Jon Walker – basso, tastiera, chitarra, cori (2006-2009)
- Brent Wilson – basso (2004-2006)
- Spencer Smith – batteria (2004-2015)
- Dallon Weekes – basso, tastiera, chitarra, voce secondaria (2010-2015, turnista: 2009-2010, 2015-2017)
- Ian Crawford – chitarra (2009-2012)
- Kenneth Harris – chitarra, cori (2013-2018)

## Discografia

### Album in studio
- 2005 – A Fever You Can't Sweat Out
- 2008 – Pretty. Odd.
- 2011 – Vices & Virtues
- 2013 – Too Weird to Live, Too Rare to Die!
- 2016 – Death of a Bachelor
- 2018 – Pray for the Wicked
- 2022 – Viva Las Vengeance

### Album dal vivo
- 2006 – Live Session (iTunes Exclusive)
- 2008 – ...Live in Chicago
- 2011 – iTunes Live
- 2017 – All My Friends We're Glorious: Death of a Bachelor Tour Live

### Raccolte
- 2008 – Introducing... Panic at the Disco
- 2011 – Panic! at the Disco Video Catalog

## Riconoscimenti
| Anno | Lavoro                                | Premio | Risultato       |
| ---- | ------------------------------------- | --- | --------------- |
| 2006 | I Write Sins Not Tragedies            | MTV Video Music Awards - video dell'anno TFM Award - miglior video internazionale | Vincitore/trice |
| 2006 | I Write Sins Not Tragedies            | MTV Video Music Awards - miglior video di un gruppo MTV Video Music Awards - miglior video rock MTV Video Music Awards - miglior nuovo artista in un video MTV Video Music Awards - miglior direzione artistica in un video Teen Choice Awards - canzone rock | Candidato/a     |
| 2007 | Panic! at the Disco                   | Los Premios MTV Latinoamérica - Miglior gruppo internazionale Kerrang! awards - miglior gruppo internazionale | Candidato/a     |
| 2018 | Pray for the Wicked                   | EMA European Music Award - miglior alternative act | Vincitore/trice |
| 2020 | Panic! At the Disco                   | Billboard - Miglior artista Rock | Vincitore/trice |
| 2020 | - Hey Look Ma, I Made It - High Hopes | Billboard - Migliore canzone rock/alternativa | Candidato/a     |
| 2023 | Middle of a Breakup                   | MTV Video Music Awards - Migliore Coreografia | Candidato/a     |